# ناهوئل مورنو

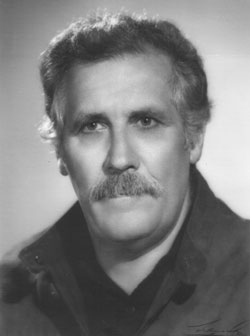
تصویری از مورنو

ناهوئل مورنو (زاده ۲۴ آوریل ۱۹۲۴-درگذشته ۲۵ ژانویه ۱۹۸۷) مبارزی آرژانتینی بود که گرایش‌های تروتسکیستی داشت که از پیش از جنگ جهانی دوم تا زمان مرگش فعال بود.
«لیگا ده انترناسیونال ده تراباخادور» و «جنبش برای سوسیالیسم» (به انگلیسی: Movement for Socialism (MAS))، که که خود آنها را بنیان نهاد از مهم‌ترین جریانات انقلابی در آمریکای لاتین بودند و با اعتقاد به اهمیت طبقهٔ کارگر شهری، حتی پس از انقلاب کوبا، با چریکیسیم مخالف بودند.